# Gare de Vansbro
La gare de Vansbro (en suédois: Vansbro Järnvägsstation) est une gare ferroviaire suédoise située dans le village de Vansbro.

## Histoire et patrimoine ferroviaire
Le chemin de fer arrive à Vansbro avec la construction de la Mora-Vänerns Järnvägs dans les 1890s[style à revoir]. La gare est construite en 1899 avec un design très somptueux car on pensait que la ville se développera autour de la gare et de la nouvelle scierie . La gare est l'œuvre de l'architecte Erik Lallerstedt, qui a construit la majorité des bâtiments le long de la ligne de chemin de fer, dans un style similaire.